# Dactylorhiza foliosa
Dactylorhiza foliosa (tên tiếng Anh là Richly-leaved Dactylorhiza) là một loài phong lan.
 Tư liệu liên quan tới Dactylorhiza foliosa tại Wikimedia Commons

## Hình ảnh

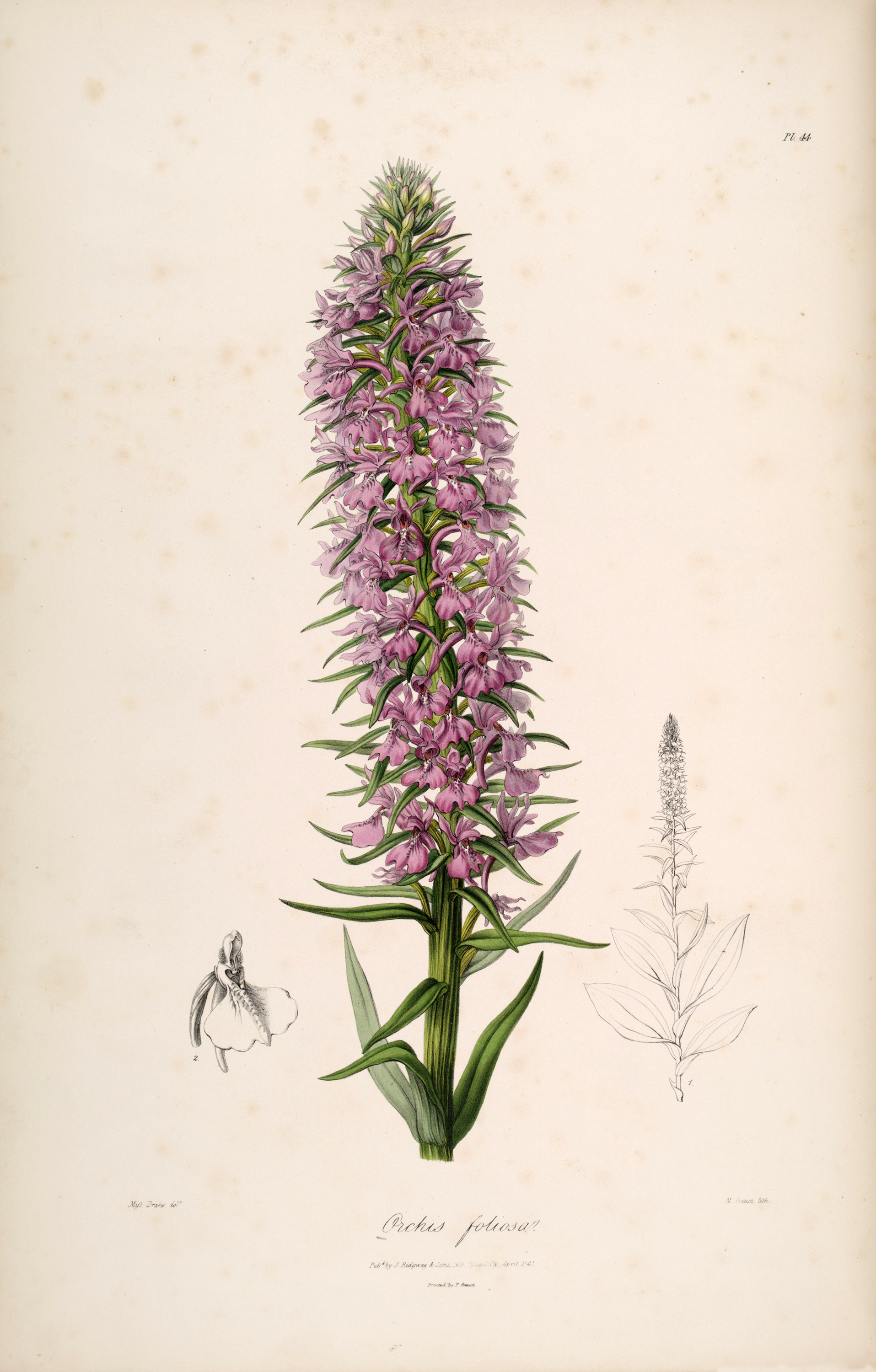